# Atalureno
Atalureno es un medicamento indicado en el tratamiento de la enfermedad de Duchenne. En 2014 la Agencia Europea del Medicamento le concedió una autorización condicional, a la espera de obtener más datos sobre su eficacia y seguridad. Sin embargo en febrero de 2016, la FDA de Estados Unidos rechazó la solicitud de aprobación del fármaco, el laboratorio fabricante apeló la decisión y la FDA volvió a rechazarla en octubre de 2016. Por este motivo atalureno está disponible en varios países de la Unión Europea, pero no en Estados Unidos.

## Indicaciones
Está indicado en el tratamiento de pacientes mayores de 2 años con capacidad de deambulación, diagnosticados de distrofia muscular de Duchenne que presenten una mutación sin sentido en el gen que codifica la distrofina.

## Mecanismo de acción
Algunos pacientes afectos de distrofia muscular de Duchenne presentan un tipo específico de mutación (mutación sin sentido) en el gen que codifica la distrofina, de tal forma que se produce una parada prematura en el proceso de traducción y en consecuencia no se genera la proteína distrofina completa y funcional, lo que provoca la enfermedad. El atalureno facilita de alguna forma el proceso de lectura ribosómica del ARNm, haciendo posible la producción de distrofina funcional.

## Efectos secundarios
Los efectos secundarios más frecuentes, que afectan a más del 5% de los pacientes, son: náuseas, vómitos, diarrea, dolor de cabeza, dolor en la región superior del abdomen y flatulencia.

## Atalureno y fibrosis quística
Se han realizado ensayos clínicos para estudiar la utilidad del atalureno en el tratamiento de la fibrosis quística. El 2 de marzo de 2017 la compañía fabricante anunció la interrupción de los estudios por falta de eficacia.